# Роздорожнюк Сергій Романович
Сергій Романович Роздорожнюк (27 лютого (12 березня) 1912, Одеса — 28 липня 1996, Одеса) — радянський футболіст, що грав на позиції воротаря. Після завершення виступів на футбольних полях — футбольний арбітр. Одночасно грав у баскетбол, та був футбольним істориком та інженером-металургом.

## Біографія
Сергій Роздорожнюк народився в Одесі, де й почав грати у футбол в 20-х роках ХХ століття. У 1929—1931 роках він захищав ворота одеського «Харчовика», у 1932 році грав у складі одеського «Динамо». Одночасно в 1931 році Роздорожнюк грав у складі збірної Одеси з баскетболу на турнірі в Мінську, грав також у гандбол. З 1933 року грав у місті Сталіно, спочатку за «Радторслужбовців», пізніше у 1933—1935 роках за «Динамо». У 1936 році грав у складі сталінського «Стахановця» у двох перших чемпіонатах країни, став його першим воротарем у чемпіонатах СРСР. Наступного року повернувся до Одеси, де знову грав за «Харчовик» аж до завершення виступів на футбольних полях. За час виступів на футбольних полях запрошувався до збірних Одеси, Донбасу та другої збірної України.
Після завершення виступів на футбольних полях Сергій Роздорожнюк став футбольним арбітром. З 1949 року він обслуговував матчі найвищої ліги СРСР, провів у ній 5 матчів, обслуговував також матчі класу «Б» та Кубка СРСР. У 1959 році Роздорожнюку присвоїли звання арбітра всесоюзної категорії. Тривалий час Сергій Роздорожнюк очолював одеську колегію футбольних суддів, був головою президії обласної федерації футболу.
За основною професією Сергій Роздорожнюк був інженером-металургом, тривалий час працював начальником цеху на Одеському сталепрокатному заводі. Одночасно він був і футбольним істориком, та створив у Одесі музей історії футболу, в якому був директором.
Помер Сергій Роздорожнюк 28 липня 1994 року в Одесі, похований на Другому християнському кладовищі.

## Вшанування пам'яті
У пам'ять про Сергія Роздорожнюка проводиться зимова першість Одеської області з футболу.